# 하치가타역
하치가타역(일본어: 鉢形駅, はちがたえき)은 일본 사이타마현 오사토군 요리이정에 있는 도부 철도 도조 본선 역이다. 역 번호는 TJ 36이다.

## 역사
- 1925년 7월 10일: 영업 개시.
- 2015년 3월 21일: 역사 리뉴얼. 리뉴얼 후의 역사는 인근 사이타마 현립 가와노 박물관의 물 방앗간을 본뜬 것이다.

## 역 구조
섬식 승강장 1면 2선의 지상역이다. 자동 개찰기가 설치되어 있다. 역사는 선로 남쪽에 입지하고 오가와마치 방향으로 승강장과 연결되는 과선교가 있고 구내는 넓다. 일부 시간대에서 담당자가 부재한다.

### 승강장
| 번호 | 노선    | 방향 | 행선                                                  |
| ---- | ------- | ---- | ----------------------------------------------------- |
| 1    | 도조 선 | 하행 | 요리이 방면                                           |
| 2    | 도조 선 | 상행 | 오가와마치・사카도・가와고에・와코시・이케부쿠로 방면 |

- 플랫폼 상에서는 위와 같이 안내되고 있지만 2번 선에서 이케부쿠로 역까지 직통하는 열차는 설정되지 않은 관계로 무사시란잔 역으로의 이케부쿠로 방면은 오가와마치 역에서 환승이 필요하다.

## 역 주변
- 아라카와강
- 사이타마 현립 가와노 박물관
- 요리이 정립 하치가타 초등학교
- 국도 제254호선
- 하치가타 우체국

## 인접역
| 도부 철도 도조 본선            | 도부 철도 도조 본선 | 도부 철도 도조 본선        |
| ------------------------------ | ------------------- | -------------------------- |
| TJ 35 오부스마 이케부쿠로 방면 |                     | 다마요도 TJ 37 요리이 방면 |